# Jan Carl Blom
Jean "Jan" Carl Blom (11. august 1827 i København – 20. november 1916) var en dansk officer.

## Uddannelse og indsats i Treårskrigen
Blom stammede fra en gammel norsk slægt, som tæller militære i flere generationer. Faderen var kommandør i Søetaten Emanuel Blom (1788-1853), en søn af stiftamtmand Emanuel Blom, moderen Christophine Joachime f. Grüner (1795-1858). Han blev landkadet i 1839 ogS ansattes efter udnævnelsen til sekondløjtnant med anciennitet fra 1843 ved 4. bataljon. I 1846 kom han på Den kongelige militære Højskole, men vendte ved krigens udbrud tilbage til 4. bataljon, hvormed han deltog i kampen ved Bov, slaget ved Slesvig og fægtningen ved Dybbøl. I 1849, da han var premierløjtnant og tjenstgørende ved artilleriet, deltog han i Fredericias forsvar som adjudant hos oberst Christian Lunding. Som halvbatterikommandør rykkede han næste år i felten og deltog i kampene ved Helligbæk, Isted, Wolde og Stenten Mølle, men forsattes i slutningen af felttoget til 3. reservebataljon som kompagnichef. Efter fredslutningen gennemgik Blom generalstabsafdelingen på Højskolen, gjorde tjeneste ved Ingeniørkorpset og rytteriet og blev i 1855 først adjoint, derefter kaptajn i Generalstaben. I 1859 ansattes han som lærer i generalstabsfagene ved Den kgl. militære Højskole, efter at han forinden havde besøgt forskellige undervisningsanstalter i udlandet; han udarbejdede derpå flere ledetråde, hvoraf navnlig Notitser angaaende Generalstabsforretninger i Felten (1861) blev meget benyttet under krigen 1864. Senere udgav han foruden andre skrifter og meddelelser til tidsskrifter og blade Bidrag til den danske Krigsmagts Historie (1868-70).

## Den 2. Slesvigske Krig og krigen i Algier
I december 1863 blev Blom ansat som stabschef hos general P.F. Steinmann, medens han senere afløste major Frederik Stiernholm som stabschef ved 1. Division, som deltog i Dybbøls og Als' forsvar. Han fulgte general Steinmann til overkommandoen i juli 1864 og senere som stabschef til 2. Generalkommando, fra hvilken stilling han afgik i 1865, da han kom til 3. infanteribataljon. I januar 1867 kommanderedes han til tjeneste ved hæren i Algier og ansattes ved marskal Patrice Mac-Mahons stab. Efter hjemkomsten ansattes Blom som kompagnichef ved 13. bataljon, holdt en kort tid forelæsninger over hærordning ved Den kgl. militære Højskole og blev i 1874 udnævnt til oberst og chef for 9. bataljon, medens han i 1882 blev chef for 4. regiment og i 1886 Kommandør af Dannebrogordenen (2. grad), 11. november 1887 afskedigedes Blom fra den aktive krigstjeneste, men udnævntes samtidig til oberst af forstærkningen og chef for Bornholms Væbning. Herfra fik han afsked 1892. Han blev ved denne lejlighed Kommandør af 1. grad af Dannebrog og bar også Æreslegionen og Sværdordenen.
Oberst Blom blev i 1855 gift med Hulda Camilla Cruse (16. november 1833 i København - 26. november 1856 sammesteds), en datter af bankkasserer, senere etatsråd, Valentin Bang Cruse; hun døde året efter, og han giftede sig da for anden gang i Algier (14. november 1867) med Espérance Françoise Victoire Bélisaire Segui de Carreras Y Roca (8. oktober 1845 - 1912), datter af en forhenværende spansk officer, konsul og ejendomsbesidder, Antonio Segui de Carreras og Esperanqa Jovera, på De Baleariske Øer.